# Високос Валерій Леонтійович
Валерій Леонтійович Високос (нар. 13 грудня 1970, Миколаїв, СРСР) — радянський та український футболіст, чемпіон світу серед юніорів (1987), Чемпіон Білорусі (2000), Майстер спорту з 1987 року.

## Клубна кар'єра
Вихованець ДЮСШ-3 Миколаєва (перший тренер — С. В. Байда), а потім київського Спортінтернату. У 1987 році розпочав кар'єру в резервній команді київського «Динамо». Однак через дуже високу конкуренцію в київському клубі не зміг пробитися до основної команди. Грав у Кубку Федерації футболу СРСР (4 гри). У 1990 році перейшов у «Суднобудівник» з рідного міста, який виступав у другій союзній лізі. З «Евісом» пограв в українській «вишці». У квітня 1995 року перейшов до олександрійської «Поліграфтехніки». Дебютував за поліграфів 18 квітня 1995 року в програному (0:1) виїзному поєдинку 27-го туру першої ліги чемпіонату України проти нікопольського «Металурга». Валерій вийшов на поле в стартовому складі та відіграв увесь поєдинок. У футболці олександійського клубу зіграв 14 матчів. Потім виступав за команди Нікополя, Армянська, Кременчука в першій і другій лігах.
Період з 1998 по 2002 рік провів у мозирській «Славії», з якою ставав чемпіоном Білорусі і володарем Кубку. У 2003 році знову повернувся до Миколаєва, де допоміг вивести «Водник» до другої ліги. На початку 2004 року перейшов в одеську «Пальміру», в складі якої й завершив кар'єру футболіста.

## Кар'єра в збірній
У складі юнацької збірної команди СРСР брав участь у переможному чемпіонаті світу в Канаді. На турнірі зіграв 5 матчів, на полі провів 232 хвилини. Завдяки цьому успіху всі гравці команди отримали звання майстрів спорту СРСР.

## Захоплення
Бере участь в аматорських турнірах з більярду.

## Досягнення
збірна СРСР
- Чемпіонат світу з футболу серед 17-річних
  -  Володар (1): 1987

Славія-Мозир
- Білоруська футбольна вища ліга
  -  Чемпіон (1): 2000
  -  Срібний призер (1): 1999

- Кубок Білорусі
  -  Володар (1): 2000
  -  Фіналіст (2): 1999, 2001